# Margot Bickel
Margot Bruns (geboren 1958 als Margot Bickel, persisch مارگوت بیکل Margūt Bīkil) ist eine deutsche Lyrikerin. Ihre Gedichtbände, stets unter ihrem Geburtsnamen veröffentlicht, haben neben Deutschland in Skandinavien und vor allem im Iran Erfolg.

## Leben
Bruns arbeitete etwa 20 Jahre hauptberuflich in der kirchlichen Seelsorge. 2000 heiratete sie und begann eine Ausbildung als Tierpsychologin, wobei sie sich auf Pferde und Esel konzentrierte. Sie lebt heute unter ihrem Ehenamen Margot Bruns in Gestratz im Allgäu und arbeitet als selbstständige Tierpsychologin in ihrer „Horse & Donkey Station“.
1981 veröffentlichte sie ihren ersten Gedichtband „Pflücke den Tag“ mit Fotografien von Hermann Steigert, 1982 folgte der zweite mit dem Namen „Wage zu träumen“, 1984 „Die Wüste befreit“. „Pflücke den Tag“ erschien 1982 auf Schwedisch und 1983 auf Finnisch. Diese und weitere Gedichtbände sind seitdem in Dutzenden Auflagen und Lizenzausgaben auf Deutsch sowie in Übersetzungen auf Schwedisch, Finnisch und Niederländisch erschienen. 1994 vertonte Dieter Schulte-Bunert sechs Gedichte aus „Wage zu träumen“ für Gesang und Klavier.
2003 und 2004 erschienen Auswahlen ihrer Gedichte in einer Übersetzung auf Persisch mit großem Erfolg im Iran.

## Werke

### Gedichtbände
- Pflücke den Tag. Texte von Margot Bickel zu den Bildern von Hermann Steigert. Herder, Freiburg im Breisgau 1981, ISBN 978-3-451-19297-5.
  - schwedische Übersetzung von Lars Åke Lundberg: Din är dagen. prosadikter av Margot Bickel  till bilder av Hermann Steigert. Skeab, Älvsjö 1982, ISBN 91-526-0222-2.
  - finnische Übersetzung von Anna-Maija Raittila: Poimi ilon kukka. teksti Margot Bickel  kuvat Hermann Steigert. SLEY-Kirjat, Helsinki 1983, ISBN 951-617-563-5.
  - englische Übersetzung von Katharine Fournier, herausgegeben von Gerhard E. Frost: Harvest the Day. Prose poems by Margot Bickel, photographs by Hermann Steigert. Winston Press, Minneapolis 1984, ISBN 9780866837309.
  - niederländische Übersetzung von Annette van Schoonhoven: Pluk de dag. Tekst van Margot Bickel; foto's van Hermann Steigert. Palet gifts, Amsterdam 2004, ISBN 90-427-0052-1.
- Wage zu träumen. Texte von Margot Bickel zu den Bildern von Hermann Steigert. Herder, Freiburg im Breisgau 1982, ISBN 978-3-451-19602-7.
  - vertont von Dieter Schulte-Bunert: Wage zu träumen. Sechs Lieder nach Texten von Margot Bickel für Gesang und Klavier. Christoph Dohr, Köln 1994.
- Geh deinen Weg. Text von Margot Bickel zu den Bildern von Hermann Steigert. Herder, Freiburg im Breisgau 1983, ISBN 978-3-451-19960-8.
  - schwedische Übersetzung von Pehr Edwall: Vandra din väg. texter av Margot Bickel till bilder av Hermann Steigert. Petra, Stockholm Petra, ISBN 91-7852-032-0.
  - finnische Übersetzung von Anna-Maija Raittila: Kulje tietäsi. Margot Bickelin tekstejä Hermann Steigertin kuviin. SLEY-Kirjat, Helsinki 1985, ISBN 951-617-649-6.
- Die Wüste befreit. Texte von Margot Bickel zu den Bildern von Hans-J. Meilinger. Herder, Freiburg im Breisgau 1984, ISBN 978-3-451-20217-9.
  - finnische Übersetzung von Anna-Maija Raittila: Aavistan Jumalan suuruuden („Ich spüre die Größe Gottes“). Margot Bickelin tekstejä Hans-J. Meilingerin kuviin. SLEY-Kirjat, Helsinki 1985, ISBN 951-617-663-1.
- Das Büchlein der Geschenktage. Texte von Margot Bickel zu d. Bildern von Hermann Steigert. (Geburtstagskalender) Herder, Freiburg im Breisgau 1985, ISBN 978-3-451-20556-9.
  - finnische Übersetzung von Anna-Maija Raittila (Übersetzerin): Päivät kuin muistoja. SLEY-Kirjat, Helsinki 1985, ISBN  951-617-676 (defekt) (finnisch).
- Kommt, wir gehn nach Bethlehem. Mit Illustrationen von Hermine Müller. Herder, Freiburg im Breisgau 1986, ISBN 978-3-451-20826-3.
  - finnische Übersetzung von Anna-Maija Raittila: Lähdetään Betlehemii! Lasten Keskus, Helsinki 1987, ISBN 951-626-689-4.
- Das Büchlein der guten Freunde. Texte von Margot Bickel zu den Bildern von Hermann Steigert. (Adressbuch) Herder, Freiburg im Breisgau 1987, ISBN 978-3-451-21074-7.
  - finnische Übersetzung: Ystävämuistio. SLEY-Kirjat, Helsinki 1988, ISBN 951-617-794-8.
- Jeder Tag ist Leben. Texte von Margot Bickel zu den Bildern von Hermann Steigert. Herder, Freiburg im Breisgau 1989, ISBN 978-3-451-21562-9.
- Nahe bei dir. Betrachtungen zu Ikonen. Herder, Freiburg im Breisgau 1991, ISBN 978-3451223082.
- Schön, dass es Dich gibt. Herder, Freiburg im Breisgau 1995, ISBN 978-3-451-23741-6.
- Sehnsucht, die verwandelt. Mit Fotografien von Anselm Spring. Franckh-Kosmos, Stuttgart 1995, ISBN 978-3-440-07037-6
- Alles hat seine Zeit. Mit Fotografien von Anselm Spring. Pattloch, Augsburg 1998, ISBN 978-3-629-00744-5.
- Jede Nacht birgt einen Stern. Mit Fotografien von Anselm Spring. Pattloch, Augsburg 1998, ISBN 978-3-629-00734-6.
- Bäume berühren den Himmel. Mit Fotografien von Wendy Snowdon und Ole Hoyer. Pattloch, Augsburg 1998, ISBN 978-3-629-00755-1.
- Öffne die Fenster deiner Seele. Mit Fotografien von Wendy Snowdon und Ole Hoyer. Pattloch, Augsburg 1998, ISBN 978-3-629-00756-8.
- Weite des Lebens. Kreuz, Stuttgart 2001, ISBN 978-3-7831-1974-9.
- Zauber der Liebe. Kreuz, Stuttgart 2001, ISBN 978-3-7831-1975-6.
- Umarme deine Wirklichkeit. Mit Fotografien von Jürgen Borris. Kreuz, Stuttgart 2002, ISBN 978-3-7831-2154-4.
- Ermutigung für jeden Tag. Ein Gruß für Kranke. Kreuz, Stuttgart 2002, ISBN 978-3-7831-2076-9.
- Spuren des Herzens. Kreuz, Stuttgart 2002, ISBN 978-3-7831-2071-4.
- Die Liebe ist größer als der Tod. Mit Fotografien von Ulrich Ruf. Herder, Freiburg im Breisgau 2004, ISBN 978-3-451-28432-8.
- Das alles wünsch ich dir. Mit Fotografien von Elfriede Liebenow. Herder, Freiburg im Breisgau 2004, ISBN 978-3-451-28301-7.
- Zu zweit geht alles besser. Mit Fotografien von Ulrich Ruf. Herder, Freiburg im Breisgau 2005, ISBN 978-3-451-28626-1.

### Anthologien
- persische Übersetzung von Nidā Zandīya: ʿAšiqānahāyī kih man dūst mīdārām. Intišārāt-i Dārīnūš, Teheran 2003, ISBN 964-7865-09-0.
- persische Übersetzung von Yaġma Gulrūyī und Nidā Zandīya: Firištayī dar kinār-i tust. There is an angel beside you! Našr-i Dārīnūš, Teheran 2004, ISBN 964-7865-43-0.